# Чабин
Чабин (укр. Чабин) — село в Чинадиевской поселковой общине Мукачевского района Закарпатской области Украины.
Население по переписи 2001 года составляло 168 человек. Почтовый индекс — 89643. Телефонный код — 3131. Занимает площадь 0,254 км². Код КОАТУУ — 2122786207.